# Polygala myrtifolia
Espèce
Classification phylogénétique
Polygala myrtifolia, le polygale à feuilles de myrte, est une espèce de plantes à fleurs dicotylédones de la famille des Polygalaceae, originaire d'Afrique du Sud. 
Cette espèce est cultivée comme plante ornementale dans les régions de climat méditerranéen. Elle s'est naturalisée en Océanie, en Amérique du Nord et dans le sud de l'Europe.

## Description
Feuilles : petites, allongées, persistantes, vert clair sur le dessous et vert plus foncé sur le dessus
Fleurs : pourpre, rosé, floraison exceptionnelle toute l'année sauf par fortes chaleurs
Port : arrondi, très ramifié
Taille adulte : 1,50 mètre à 2 mètres
Sol : bien drainé
Exposition : Soleil
Rusticité : feuilles abîmées à -2 °C, mort du pied à -5 °C

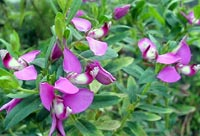
Polygala myrtifolia.
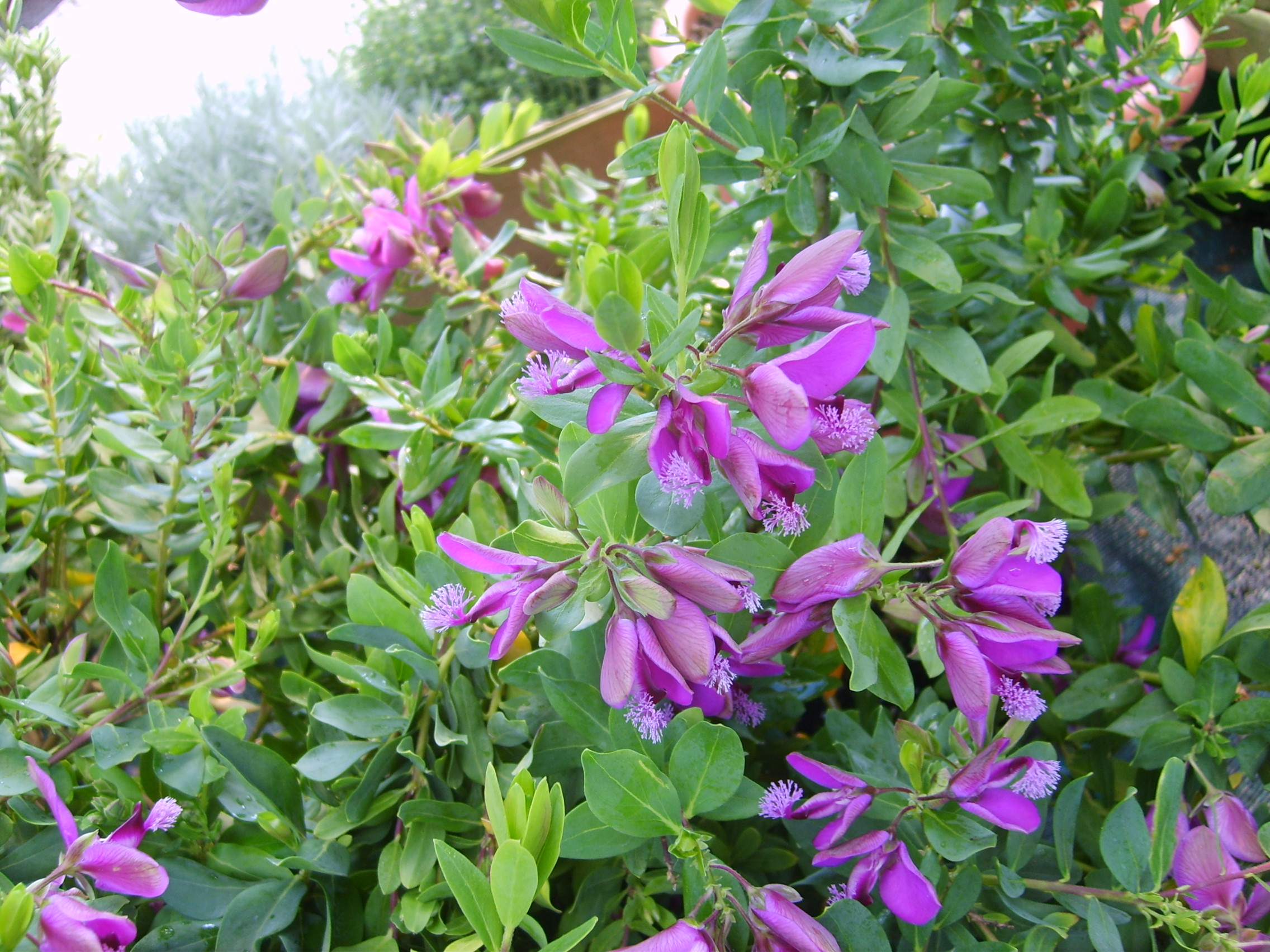
Polygala myrtifolia.

## Distribution et habitat
Cette espèce est originaire d'Afrique du Sud. Son aire de répartition originelle s'étend depuis les Bokkeveld Mountains près de Clanwilliam, dans le Cap-Occidental, jusqu'au KwaZulu-Natal.
Introduite dans différents pays comme plante ornementale, elle s'est établie en Australie (Victoria) et en Nouvelle-Zélande). Elle est considérée comme une mauvaise herbe dans ces deux pays. On la trouve également en Californie et en Europe méridionale.
On la rencontre couramment dans les dunes, sur les pentes rocheuses, dans les forêts, le long des ruisseaux, ainsi que dans les broussailles et prairies ouvertes.

## Liste des variétés
Selon Catalogue of Life (3 août 2015) :
- variété Polygala myrtifolia var. pinifolia